# Кліводин (зупинний пункт)
Кліво́дин — пасажирський залізничний зупинний пункт Івано-Франківської дирекції Львівської залізниці на неелектрифікованій лінії Стефанешти — Лужани між станціями Веренчанка (6,3 км) та Кіцмань (6 км). Розташований в однойменному селі Чернівецького району Чернівецької області. Поруч із зупинними пунктом пролягає автошлях міжнародного значення М19E85 та тече ліва притока Прута річка Совиця.

## Історія
Зупинний пункт відкритий 1890 року під первинною назвою Давидівці. 

## Пасажирське сполучення
До 18 березня 2020 року на зупинному пункті зупинялися дві пари вантажно-пасажирських поїздів сполученням Чернівці — Стефанешти. Наразі пасажирське сполучення припинено на невизначений час.